# Una campana per Ursli
Una campana per Ursli (Uorsin) è un libro per bambini scritto da Selina Chönz e illustrato da Alois Carigiet. Pubblicato nel 1945, è uno dei libri illustrati svizzeri più famosi al mondo, con due milioni di copie vendute.
Scritto in romancio e famoso maggiormente nei paesi germanofoni, nello stesso anno della sua pubblicazione è stato tradotto dall'autrice in tedesco e successivamente in molte altre lingue, tra cui afrikaans, cinese, coreano, giapponese e inglese.

## Trama

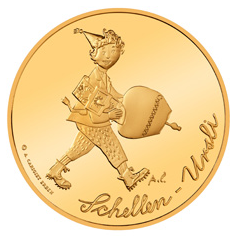
Moneta commemorativa del 2011 ritraente Ursli con la sua campana

Ursli è un ragazzino svizzero originario di Guarda, un paesino dell'Engadina in cui vive con i genitori e la sorella Flurina. Con la tradizionale festa del Chalandamarz alle porte, celebrata per scacciare gli spiriti dell'inverno, tutti i ragazzi del suo villaggio si procurano ben presto una campana da suonare durante le imminenti celebrazioni festive. A Ursli quindi, rimasto senza una campana, viene data la più piccola campanella del villaggio e, con essa, l'ultimo posto nella lunga fila che avrebbe sfilato attorno alla fontana del paesino nel giorno della festa. Scontento di ciò, decide di incamminarsi verso lo chalet estivo dei suoi genitori situato in cima a un'alta montagna, dove è appeso un grosso campanaccio. Attraversando campi innevati e trascorrendo notti solitarie, Ursli si trova di fronte a ostacoli di ogni tipo, che una volta superati gli permettono di prendere la grossa campana. Durante tutto il suo viaggio però, l'intero villaggio, compresi i suoi genitori, lo cerca preoccupato.

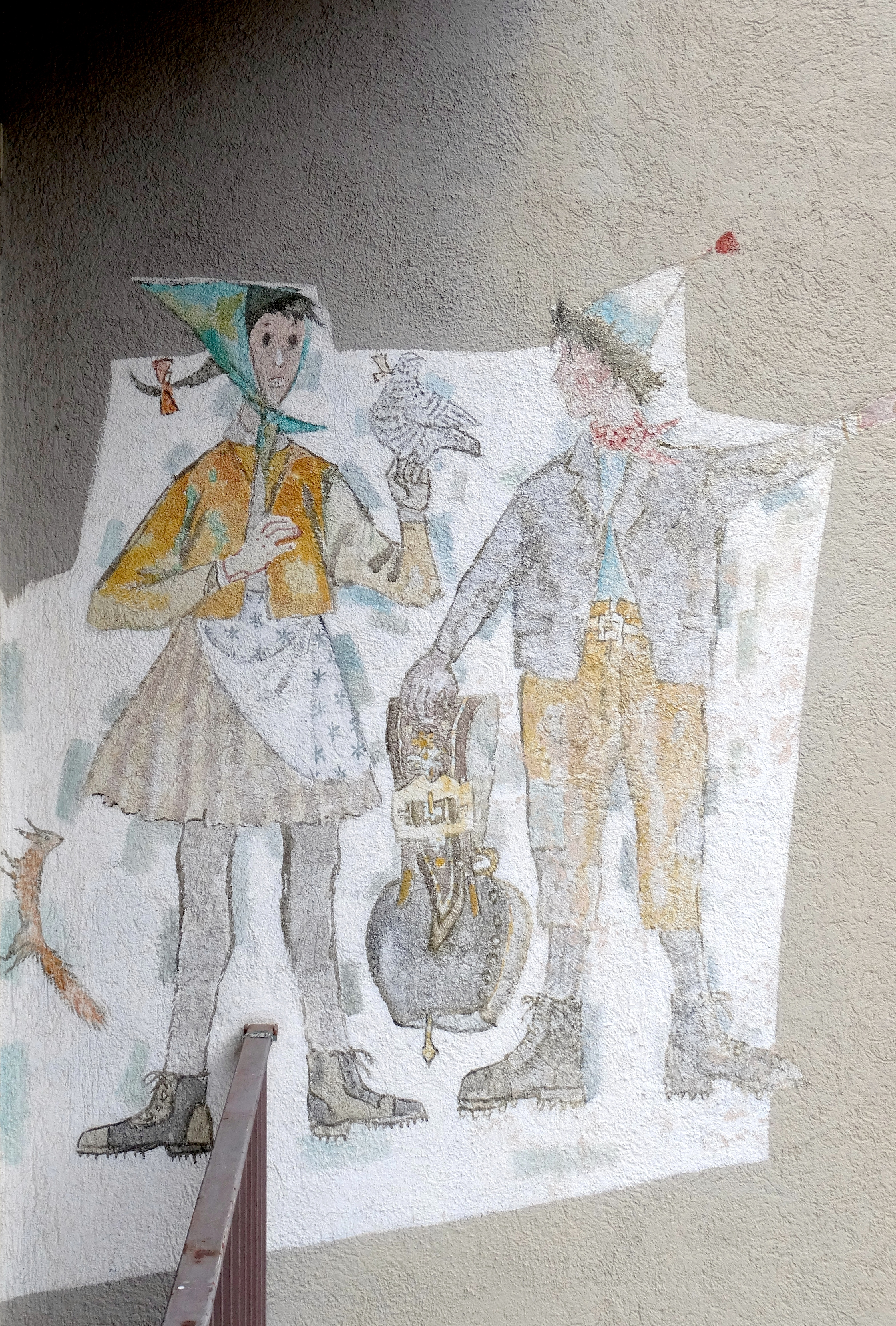
Ursli e sua sorella Flurina su un muro di una casa a Davos

Tornato a casa, Ursli viene accolto con grande sollievo da tutti i suoi compaesani e, in quanto possessore della campagna più grande, diventa la guida della processione del Chalandamarz.

## Adattamenti
Il 15 ottobre 2015 è uscito un film ispirato al romanzo intitolato Schellen-Ursli, per la regia di Xavier Koller e la sceneggiatura di Koller e Stefan Jäger.